# Жибек-Жоли (Сариагаський район)
Жібе́к-Жоли́ (каз. Жібек жолы) — село у складі Сариагаського району Туркестанської області Казахстану. Адміністративний центр Жібекжолинського сільського округу.
У радянські часи село називалось Черняєвка та Полторацьке.
Населення — 8316 осіб (2021; 7537 у 2009, 5674 у 1999, 5629 у 1989).